# ジャック・ネオ

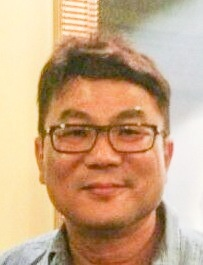
Jack Neo

ジャック・ネオ（Jack Neo, 中国語名：梁智強, 1956年 - ）は、シンガポール共和国のコメディアン、映画監督、俳優である。

## 人物
福建省系の華人であり、プロテスタントのクリスチャンである。長年の国民への寄与が政府によって認められ、賞を受賞している。志村けんからの影響を隠さず、おばあさんのキャラを作り上げこれも大ヒット、主題歌も台湾、シンガポールで大ヒットしている。既婚。

## 監督作品
- I not stupid（小孩不笨）　（2000年）
- I not stupid two（小孩不笨2） （2006年）
- Just follow Law（我在政府部門的日子）　（2007年）